# Haydenville
Haydenville – jednostka osadnicza w Stanach Zjednoczonych, w stanie Ohio, w hrabstwie Hocking.